# Treptele Feniciene

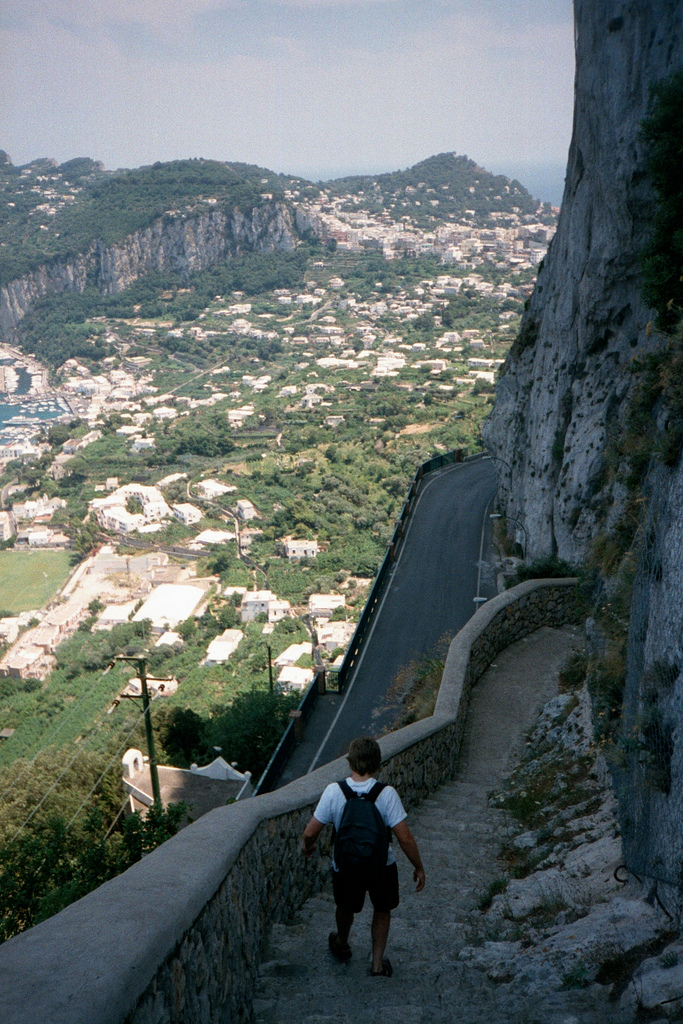
Vedere în jos a Treptelor Feniciene cu oraşul Capri în fundal

Treptele Feniciene (în italiană La Scala Fenicia) de pe insula Capri sunt o scară de piatră lungă și abruptă, care leagă între ele orașele Capri și Anacapri. Ele au fost, probabil, construite de coloniștii antici greci, mai degrabă decât de fenicieni.
Drumul a reprezentat timp de mai multe secole, până la inaugurarea unei șosele în 1877, singura cale de acces în Anacapri, care se află la o altitudine de aproximativ 300 de metri deasupra nivelului mării (prefixul Ana din numele localității provine din greaca veche și înseamnă "deasupra"). Scara permite accesul în Anacapri al celor care debarcă pe insulă în apropiere de portul Marina Grande.
Scara a fost, de asemenea, folosită pentru transportul materialelor de construcții utilizate în construcția de case din Anacapri, activitate obositoare în care au fost angajate chiar și femei; bărbații, de fapt, se ocupau în principal cu agricultura și păstoritul, activități pe care le practicau de dimineața devreme până după-amiaza târziu.
Treptele Feniciene s-au bucurat în ultimii ani de o restaurare excelentă și sunt incluse în prezent pe toate traseele pitorești de pe insulă, pentru că se termină în apropiere de Villa San Michele a lui Axel Munthe din Anacapri, care este, de asemenea, un obiectiv turistic obligatoriu în toate excursiile de pe insulă.
În prezent, scara este alcătuită din 921 de trepte, cu o lungime totală de 1,7 km.